# Georges Cottier

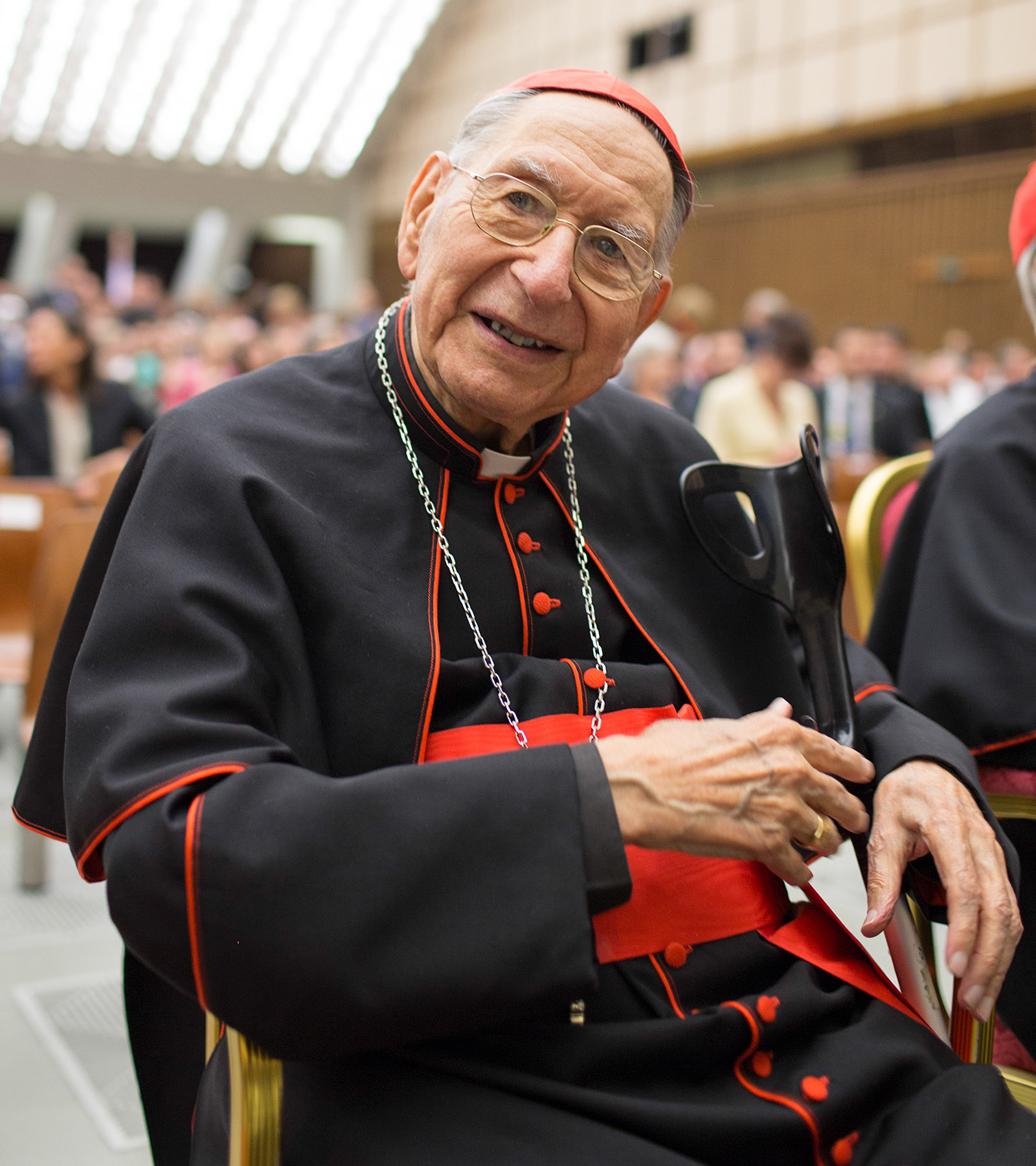
Georges Kardinal Cottier (2013)

Kardinalswappen

Georges Marie Martin Kardinal Cottier OP (* 25. April 1922 in Carouge, Kanton Genf, Schweiz; † 31. März 2016 in der Vatikanstadt) war ein Schweizer Ordensgeistlicher, Theologe und Kardinal der römisch-katholischen Kirche. Er gehörte dem Dominikanerorden an und war langjähriger «Theologe des Päpstlichen Hauses».

## Leben
Georges Cottier studierte ab 1944 Literaturwissenschaften an der Universität Genf. 1945 trat er in den Dominikanerorden ein, studierte in Freiburg im Üechtland und am Angelicum in Rom Philosophie und Katholische Theologie und empfing im Jahre 1951 das Sakrament der Priesterweihe. Er wurde mit der Dissertation über den Atheismus des jungen Marx und seine Hegelschen Wurzeln promoviert. Er war Professor für Philosophie der Gegenwart an der Universität Genf und Professor für Systematische Philosophie an der Universität Freiburg im Üechtland. Am Angelicum wurde er später Dekan der Fakultät für Kirchenrecht. Er war Gastprofessor an der Universität Montreal, am Institut Catholique de Paris, der Katholischen Universität vom Heiligen Herzen in Mailand und der Universität Padua.
Er war theologischer Experte beim Zweiten Vatikanischen Konzil (1962–1965). Anschliessend war er Berater bei dem von Franz Kardinal König geleiteten damaligen Sekretariat für die Nichtglaubenden bei Konferenzen auf der ganzen Welt unterwegs. Später leitete er in Genf das Centre dominicain. Papst Johannes Paul II. holte ihn 1986 an die bei der vatikanischen Glaubenskongregation angesiedelten Internationale Theologische Kommission; er war von 1989 bis 2003 deren Generalsekretär. 1990 leitete er die Fastenexerzitien für den Papst und die Kurie. Cottier war Herausgeber der Zeitschrift «Nova et Vetera» und leitete das vatikanische Organisationskomitee des Heiligen Jahres 2000. 
1990 bis 2003 nahm Cottier zudem die Aufgabe des Theologen des Päpstlichen Haushalts wahr. In dieser Funktion prüfte er päpstliche Predigten und Dokumente auf ihre genaue Übereinstimmung mit der katholischen Lehre. Nach seinem altersbedingten Rücktritt wurde der in London geborene polnischstämmige Dominikanerpater Wojciech Giertych von Papst Benedikt XVI. zum neuen Päpstlichen Haustheologen ernannt. Georges Cottier war einer der engsten theologischen Mitarbeiter von Papst Johannes Paul II. Für ihn verfasste er zahlreiche Predigten, Ansprachen und weitere Texte.
Für seine vielfältigen Verdienste um den Katholischen Glauben nahm ihn Papst Johannes Paul II. am 21. Oktober 2003 als Kardinaldiakon mit der Titeldiakonie Santi Domenico e Sisto in das Kardinalskollegium auf. Cottier war über 80 Jahre alt und hatte somit kein Stimmrecht beim nächsten Konklave; eine solche Kardinalserhebung gilt als persönliche Auszeichnung durch den Papst. Kurz vor der Erhebung in den Kardinalsstand war Cottier zum Titularerzbischof von Tullia ernannt worden und hatte durch den Erzbischof von Wien Christoph Kardinal Schönborn OP am 20. Oktober 2003 die Bischofsweihe empfangen. 
Im Konsistorium vom 12. Juni 2014 wurde er durch Papst Franziskus vom Stand des Kardinaldiakons in den Stand des Kardinalpriesters erhoben.

## Mitgliedschaften
- Päpstliche Akademie des hl. Thomas von Aquin
- Päpstliche Akademie für Theologie
- Internationale Theologenkommission
- Päpstliche Akademie der Wissenschaften

## Schriften
- mit Jacques Loew: Dynamisme de la foi et incroyance, Band 1, Les Éditions du Cerf 1963
- Église et pauvreté, Les Éditions du Cerf, 1965
- Chrétiens et marxistes: dialogue avec Roger Garaudy, Mame 1967
- mit Henry Cavanna, Christian Duquoc OP: La foi aujourd'hui, Armand Colin 1967
- mit Claude Wiéner, Gustave Thibon: Existe una doctrina cristiana sobre la violencia?, Centro de Informacion y Documentacion para América Latina 1968
- L' Athéisme du jeune Marx : ses origines hégéliennes, Vrin Paris 1969 (2. Auflage)
- Horizons de l'athéisme, Les Éditions du Cerf, 1969
- Régulation des naissances et développement démographique: Perspectives philosophiques et théologiques, Desclée De Brouwer 1969
- Norbert A. Luyten (Hrsg.), Georges Cottier et al. (Autoren): Krise im heutigen Denken?, K. Alber 1972, ISBN 3495472541
- Der «Fall» Pfürtner : eine Klarstellung, Universitätsverlag Freiburg (Schweiz), 1975
- Ambigüedades de la praxis: del marxismo al fascismo, CEDIAL 1977
- Maritain e Marx : la critica del marxismo in Maritain, Massimo Mailand 1979, zusammen mit Vittorio Possenti
- mit Jean-Gabriel Favre: Les Aspirations spirituelles diffuses des jeunes, Secrétariat de l'AMPS, Institut international d'études sociales, 1980
- Questions de la modernité, FAC 1985
- Histoire et connaissance de Dieu, In: Band 79 von Studia Friburgensia. Nouvelle série, Editions universitaires 1993, ISBN 2827106248
- Mémoire et repentance: pourquoi l'Eglise demande pardon, Parole et silence 1998
- Défis éthiques, Editions Saint-Augustin 1996
- Le vie della ragione: temi di epistemologia teologica e filosofica, Edizioni San Paolo 2002
- Le désir de Dieu: sur les traces de saint Thomas, Parole et silence 2002
- mit Jean-Michel Coulet, Kate Marcelin-Rice: An Invitation to Faith: An A to Z Primer on the Thought of Pope Benedict XVI, Ignatius Press, 2007
- Vous serez comme des dieux, Parole et silence 2009
- Humaine raison: contributions à une éthique du savoir, Lethielleux 2011
- mit Christoph Schönborn, Jean-Miguel Garrigues: Verità e misericordia, Àncora Editrice 2015
- mit Jean Stern: Jean-Paul II et le mystère d'Israël, Parole et silence 2015
- La mémoire des sources: pour une philosophie de la religion, Les Éditions du Cerf 2015